# Castellar de Santiago
Castellar de Santiago település Spanyolországban, Ciudad Real tartományban. Castellar de Santiago Santisteban del Puerto és Torre de Juan Abad községekkel határos. Lakosainak száma 1762 fő (2024).

## Népesség
A település népessége az elmúlt években az alábbi módon változott:
| Lakosok száma | 2236 | 2190 | 2209 | 2213 | 2208 | 2123 | 2006 | 1897 | 1833 | 1762 |
|               | 2001 | 2004 | 2006 | 2009 | 2011 | 2014 | 2016 | 2019 | 2021 | 2024 |